# Sfax (stad)
Sfax (صفاقس Şafāqis) is een stad in het oosten van Tunesië, gelegen aan de Golf van Gabès, een inham van de Middellandse Zee. Het is met 330.440 inwoners (volkstelling 2014) de op een na grootste stad van Tunesië, na de hoofdstad Tunis.
De belangrijkste producten die vanuit Sfax worden geëxporteerd zijn fosfaten, olijfolie, afgewerkte textielproducten, granen en sponzen. Ook wordt er gevist en zijn er olievelden nabij.
Sfax staat bekend om zijn stadsmuren, die herinneren aan de lange geschiedenis van de stad die teruggaat tot de 10e eeuw.

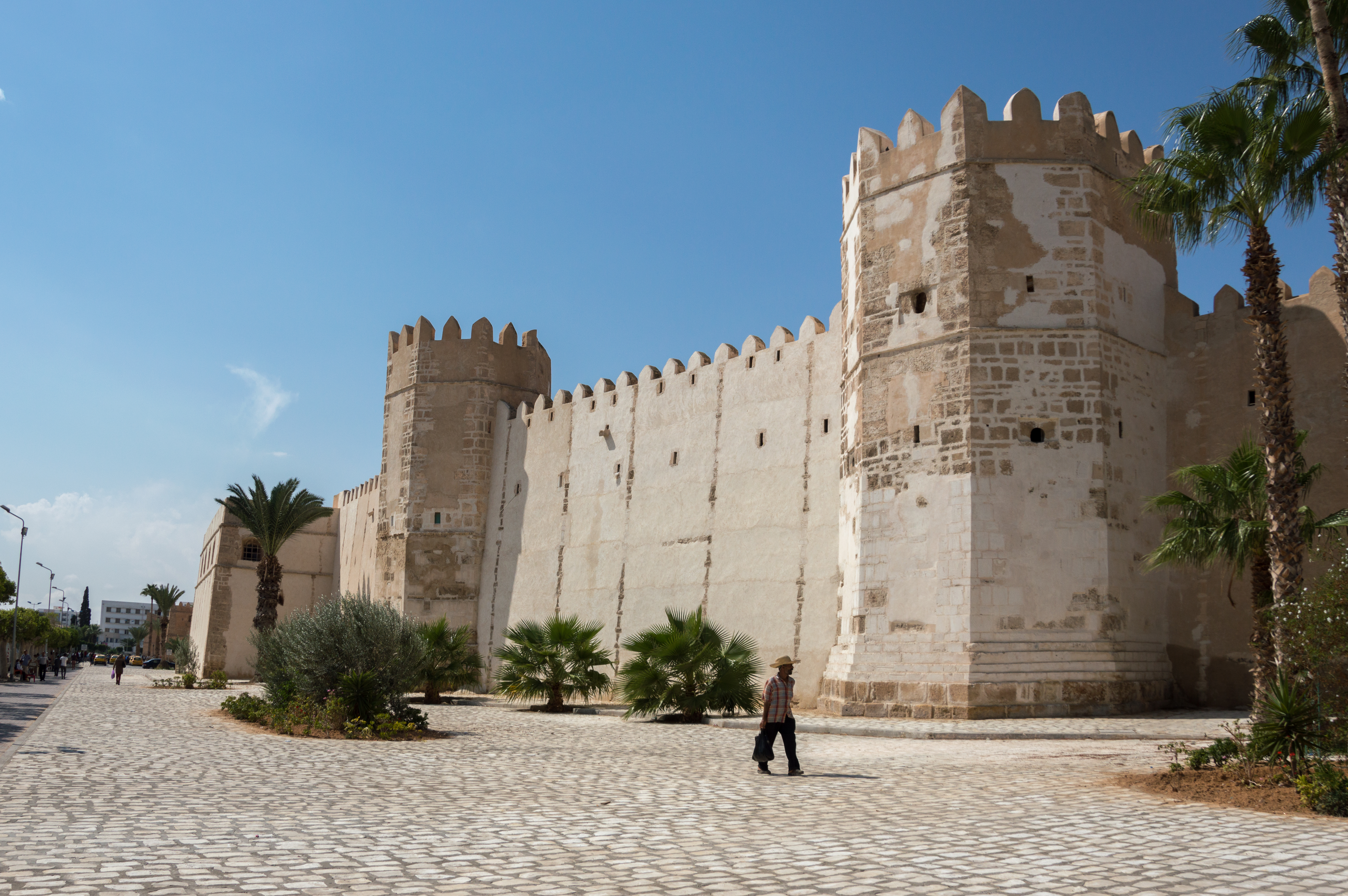
Muren van Sfax

## Geboren
- Christian Lauba (1952), componist, muziekpedagoog en dirigent
- Nizar Trabelsi (1970), voetballer en veroordeeld terrorist
- Mohamed Manser (1991), voetballer